# هاينريش التاسع، دوق بافاريا
هاينريش التاسع، دوق بافاريا (بالألمانية: Heinrich IX.)‏ (و. 1075 – 1126 م) هو أرستقراطي، من ألمانيا، توفي في رافنسبورغ، عن عمر يناهز 51 عاماً.

## مناصب
تولى منصب دوق بافاريا.